# جایزه بزرگ مکزیک ۲۰۲۴
جایزه بزرگ مکزیکو سیتی ۲۰۲۴ (به‌طور رسمی با عنوان فرمول ۱ گرن پرمیو د لا سیوداد د مکزیکو ۲۰۲۴ شناخته می‌شود) یک مسابقه اتومبیلرانی فرمول یک بود که در ۲۷ اکتبر ۲۰۲۴ در پیست اتودرمو هرمانوس رودریگز در مکزیکو سیتی، مکزیک برگزار شد. این مسابقه بیستمین دور از مسابقات قهرمانی جهانی فرمول یک ۲۰۲۴ بود. کارلوس ساینز جونیور همراه با تیم فراری در جایگاه پول پوزیشن قرار گرفت و پیش از لاندو نوریس راننده تیم مک‌لارن و هم تیمی اش چارلز لکلرک در مسابقه به پیروزی رسید. شد

## پس زمینه
این رویداد در پیست هرمانوس رودریگز در مکزیکوسیتی برای بیست و چهارمین بار در تاریخ این پیست برگزار شد. جایزه بزرگ مکزیک بیستمین دور از مسابقات فرمول یک فصل ۲۰۲۴ و چهارمین سالی بود که با نام جایزه بزرگ مکزیکوسیتی برگزار شد، این جایزه بزرگ قبلاً با عنوان جایزه بزرگ مکزیک برگزار می‌شد.

### نتیجه نهایی تعیین خط
| رده.                 | شماره. | راننده              | سازنده                       | زمان ثبت شده | زمان ثبت شده | زمان ثبت شده | رده نهایی |
| رده.                 | شماره. | راننده              | سازنده                       | م۱           | م۲           | م۳           | رده نهایی |
| -------------------- | ------ | ------------------- | ---------------------------- | ------------ | ------------ | ------------ | --------- |
| 1                    | 55     | کارلوس ساینز جونیور | اسکودریا فراری               | ۱:۱۶٫۷۷۸     | ۱:۱۶٫۵۱۵     | ۱:۱۵٫۹۴۶     | 1         |
| 2                    | 1      | ماکس فرستاپن        | ردبول-هوندا                  | ۱:۱۶٫۸۰۳     | ۱:۱۶٫۵۱۴     | ۱:۱۶٫۱۷۱     | 2         |
| 3                    | 4      | لاندو نوریس         | مک‌لارن-مرسدس                 | ۱:۱۶٫۵۰۵     | ۱:۱۶٫۳۰۱     | ۱:۱۶٫۲۶۰     | 3         |
| 4                    | 16     | شارل لکلرک          | اسکودریا فراری               | ۱:۱۶٫۹۷۲     | ۱:۱۶٫۶۴۱     | ۱:۱۶٫۲۶۵     | 4         |
| 5                    | 63     | جورج راسل           | مرسدس                        | ۱:۱۷٫۱۹۴     | ۱:۱۶٫۹۳۷     | ۱:۱۶٫۳۵۶     | 5         |
| 6                    | 44     | لوییس همیلتون       | مرسدس                        | ۱:۱۷٫۳۰۶     | ۱:۱۶٫۹۷۳     | ۱:۱۶٫۶۵۱     | 6         |
| 7                    | 20     | کوین مگنوسن         | هاس-فراری                    | ۱:۱۷٫۱۲۵     | ۱:۱۷٫۰۰۳     | ۱:۱۶٫۸۸۶     | 7         |
| 8                    | 10     | پیر گاسلی           | آلپاین-رنو                   | ۱:۱۷٫۱۴۹     | ۱:۱۷٫۰۴۸     | ۱:۱۶٫۸۹۲     | 8         |
| 9                    | 23     | Alexander Albon     | ویلیامز-مرسدس                | ۱:۱۷٫۱۸۹     | ۱:۱۶٫۹۸۸     | ۱:۱۷٫۰۶۵     | 9         |
| 10                   | 27     | نیکو هولکنبرگ       | هاس-فراری                    | ۱:۱۷٫۱۸۶     | ۱:۱۶٫۹۹۵     | ۱:۱۷٫۳۶۵     | 10        |
| 11                   | 22     | یوکی سونودا         | آربی-هوندا                   | ۱:۱۷٫۱۸۲     | ۱:۱۷٫۱۲۹     | N/A          | 11        |
| 12                   | 30     | لیام لاوسون         | آربی-هوندا                   | ۱:۱۷٫۳۸۰     | ۱:۱۷٫۱۶۲     | N/A          | 12        |
| 13                   | 14     | فرناندو آلونسو      | Aston Martin Aramco-Mercedes | ۱:۱۷٫۳۰۷     | ۱:۱۷٫۱۶۸     | N/A          | 13        |
| 14                   | 18     | لانس استرول         | استون مارتین آرامکو-مرسدس    | ۱:۱۷٫۴۰۷     | ۱:۱۷٫۲۹۴     | N/A          | 14        |
| 15                   | 77     | والتری بوتاس        | کیک سائوبر-فراری             | ۱:۱۷٫۳۹۳     | ۱:۱۷٫۸۱۷     | N/A          | 15        |
| 16                   | 43     | فرانکو کولاپینتو    | ویلیامز-مرسدس                | ۱:۱۷٫۵۵۸     | N/A          | N/A          | 16        |
| 17                   | 81     | اسکار پیاستری       | مک‌لارن-مرسدس                 | ۱:۱۷٫۵۹۷     | N/A          | N/A          | 17        |
| 18                   | 11     | سرجیو پرز           | ردبول-هوندا                  | ۱:۱۷٫۶۱۱     | N/A          | N/A          | 18        |
| 19                   | 31     | استابان اوکون       | آلپاین-رنو                   | ۱:۱۷٫۶۱۷     | N/A          | N/A          | PL1       |
| 20                   | 24     | گوانیو ژو           | کیک سائوبر-فراری             | ۱:۱۸٫۰۷۲     | N/A          | N/A          | 19        |
| قانون ۱۰۷٪: ۱:۲۱٫۸۶۰ |        |                     |                              |              |              |              |           |
| منبع:                |        |                     |                              |              |              |              |           |

## مسابقه
این مسابقه در ۲۷ اکتبر ۲۰۲۴، در ساعت ۱۴:۰۰ به وقت محلی (یوتی‌سی ۶:۰۰-) به طول ۷۱ دور برگزار شد.

### نتیجه نهایی مسابقه
| رده.                                                          | شماره. | راننده           | سازنده                       | Laps | زمان/بازنشسته | Grid | امتیازات |
| ------------------------------------------------------------- | ------ | ---------------- | ---------------------------- | ---- | ------------- | ---- | -------- |
| ۱                                                             | 55     | کارلوس ساینز     | فراری                        | 71   | ۱:۴۰:۵۵٫۸۰۰   | 1    | ۲۵       |
| ۲                                                             | ۴      | لاندو نوریس      | مک‌لارن-مرسدس                 | 71   | +۴٫۷۰۵        | ۳    | ۱۸       |
| ۳                                                             | ۱۶     | شارل لکلرک       | فراری                        | ۷۱   | +۳۴٫۳۸۷       | ۴    | ۱۶۱      |
| ۴                                                             | 44     | لوییس همیلتون    | مرسدس                        | 71   | +۴۴٫۷۸۰       | ۶    | ۱۲       |
| ۵                                                             | ۶۳     | جورج راسل        | مرسدس                        | ۷۱   | +۴۸٫۵۳۶       | ۵    | ۱۰       |
| ۶                                                             | ۱      | ماکس فرستاپن     | ردبول-هوندا                  | 71   | +۵۹٫۵۵۸       | ۲    | ۸        |
| ۷                                                             | ۲۰     | کوین مگنوسن      | هاس-فراری                    | 71   | +۱:۰۳٫۶۴۲     | ۷    | ۶        |
| ۸                                                             | ۸۱     | اسکار پیاستری    | مک‌لارن-مرسدس                 | ۷۱   | +۱:۰۴٫۹۲۸     | 17   | ۴        |
| ۹                                                             | ۲۷     | نیکو هولکنبرگ    | هاس-فراری                    | 70   | +۱ دور        | ۱۰   | ۲        |
| ۱۰                                                            | ۱۰     | پیر گاسلی        | آلپاین-رنو                   | ۷۰   | +۱ دور        | ۸    | ۱        |
| ۱۱                                                            | ۱۸     | لانس استرول      | استون مارتین آرامکو-مرسدس    | ۷۰   | +۱ دور        | 14   |          |
| ۱۲                                                            | ۴۳     | فرانکو کولاپینتو | ویلیامز-مرسدس                | ۷۰   | +۱ دور۲       | ۱۶   |          |
| ۱۳                                                            | ۳۱     | استابان اوکون    | آلپاین-رنو                   | ۷۰   | +۱ دور        | PL   |          |
| ۱۴                                                            | ۷۷     | والتری بوتاس     | کیک سائوبر-فراری             | ۷۰   | +۱ دور        | ۱۵   |          |
| ۱۵                                                            | ۲۴     | گوانیو ژو        | کیک سائوبر-فراری             | ۷۰   | +۱ دور        | ۱۹   |          |
| ۱۶                                                            | ۳۰     | لیام لاوسون      | RB-هوندا                     | ۷۰   | +۱ دور        | ۱۲   |          |
| ۱۷                                                            | ۱۱     | سرجیو پرز        | ردبول-هوندا                  | ۷۰   | +۱ دور        | ۱۸   |          |
| Ret                                                           | ۱۴     | فرناندو آلونسو   | Aston Martin Aramco-Mercedes | ۱۵   | ترمز          | ۱۳   |          |
| Ret                                                           | ۲۳     | الکساندر آلبون   | ویلیامز-مرسدس                | ۰    | Collision     | ۹    |          |
| Ret                                                           | ۲۲     | یوکی سونودا      | RB-هوندا                     | ۰    | برخورد        | ۱۱   |          |
| سریع‌ترین دور: شارل لکلرک (اسکودریا فراری) – 1:18.336 (lap 71) |        |                  |                              |      |               |      |          |
| منبع:                                                         |        |                  |                              |      |               |      |          |